# Utricularia limmenensis
Utricularia limmenensis — вид рослин із родини пухирникових (Lentibulariaceae).

## Етимологія
Видовий епітет стосується регіону в межах водозбору річки Ліммен-Байт, від якої названий національний парк Ліммен.

## Біоморфологічна характеристика
Дуже невелика, наземна, трав'яниста, однорічна рослина. Ризоїди капілярні, прості, у довжину до 3–5 мм. Столони нечисленні, ниткоподібні, у довжину 30–45 мм, у товщину 0.2–0.25 мм. Листки нечисленні; пластинка 8–11 × 0.2–0.3 мм, верхівка гостра. Пастки нечисленні, яйцеподібні, ± однорідні, 1.2–1.5 мм завдовжки, рот бічний. Суцвіття поодинокі, 25–40(50) мм завдовжки. Квітки поодинокі. Частки чашечки нерівні; верхня частка 1.6–1.8 × 1.4–1.6 мм, широкояйцеподібна із заокругленою верхівкою; нижня частка 1.4–1.6 × 1.1–1.3 мм, з виїмчастою верхівкою. Віночок блідо-фіолетовий, з білими підвищеннями біля основи нижньої губи, 4.5–5.5 мм завдовжки. Коробочка куляста, ≈ 3.1 мм у діаметрі. Насіння зворотнояйцеподібне, ≈ 0.5 × 0.32 мм. Пилок ≈ 30 × 30 мкм. Цвітіння і плоди спостерігаються в травні. Явного запаху від свіжої квітки не виявлено.

## Середовище проживання
Вид росте в Австралії — Північна територія.
Відомий з двох колекцій у водозборі річки Ліммен-Байт.